# Le Mesnil-Rouxelin
Le Mesnil-Rouxelin és un municipi francès situat al departament de la Manche i a la regió de Normandia. L'any 2007 tenia 477 habitants.

## Demografia

### Població
El 2007 la població de fet de Le Mesnil-Rouxelin era de 477 persones. Hi havia 172 famílies de les quals 24 eren unipersonals (16 homes vivint sols i 8 dones vivint soles), 64 parelles sense fills, 80 parelles amb fills i 4 famílies monoparentals amb fills.
La població ha evolucionat segons el següent gràfic:
Habitants censats

### Habitatges
El 2007 hi havia 189 habitatges, 178 eren l'habitatge principal de la família, 8 eren segones residències i 3 estaven desocupats. 188 eren cases i 1 era un apartament. Dels 178 habitatges principals, 151 estaven ocupats pels seus propietaris, 26 estaven llogats i ocupats pels llogaters i 1 estava cedit a títol gratuït; 3 tenien dues cambres, 7 en tenien tres, 36 en tenien quatre i 132 en tenien cinc o més. 150 habitatges disposaven pel capbaix d'una plaça de pàrquing. A 59 habitatges hi havia un automòbil i a 114 n'hi havia dos o més.

### Piràmide de població
La piràmide de població per edats i sexe el 2009 era:
| Homes | Edats   | Dones |
| ----- | ------- | ----- |
| 0     | 95 o +  | 0     |
| 0     | 90 a 94 | 0     |
| 0     | 85 a 89 | 0     |
| 12    | 80 a 84 | 0     |
| 4     | 75 a 79 | 12    |
| 4     | 70 a 74 | 12    |
| 8     | 65 a 69 | 8     |
| 0     | 60 a 64 | 8     |
| 8     | 55 a 59 | 8     |
| 24    | 50 a 54 | 12    |
| 24    | 45 a 49 | 24    |
| 32    | 40 a 44 | 20    |
| 4     | 35 a 39 | 28    |
| 8     | 30 a 34 | 4     |
| 8     | 25 a 29 | 4     |
| 8     | 20 a 24 | 8     |
| 24    | 15 a 19 | 28    |
| 24    | 10 a 14 | 28    |
| 8     | 5 a 9   | 16    |
| 12    | 0 a 4   | 4     |

## Economia
El 2007 la població en edat de treballar era de 325 persones, 250 eren actives i 75 eren inactives. De les 250 persones actives 242 estaven ocupades (129 homes i 113 dones) i 8 estaven aturades (3 homes i 5 dones). De les 75 persones inactives 29 estaven jubilades, 31 estaven estudiant i 15 estaven classificades com a «altres inactius».

### Ingressos
El 2009 a Le Mesnil-Rouxelin hi havia 192 unitats fiscals que integraven 525,5 persones, la mediana anual d'ingressos fiscals per persona era de 22.778 €.

### Activitats econòmiques
Dels 12 establiments que hi havia el 2007, 1 era d'una empresa alimentària, 1 d'una empresa de fabricació d'altres productes industrials, 2 d'empreses de construcció, 2 d'empreses de comerç i reparació d'automòbils, 2 d'empreses de transport, 2 d'empreses d'hostatgeria i restauració i 2 d'entitats de l'administració pública.
Dels 2 establiments de servei als particulars que hi havia el 2009, 1 era una fusteria i 1 lampisteria.
L'únic establiment comercial que hi havia el 2009 era una fleca.
L'any 2000 a Le Mesnil-Rouxelin hi havia 21 explotacions agrícoles que ocupaven un total de 510 hectàrees.

## Poblacions més properes
El següent diagrama mostra les poblacions més properes.